# 2 Unlimited
A 2 Unlimited egy 1991-ben alakult techno duó, melyet belga producerek Jean-Paul De Coster és Phil Wilde alapítottak. A duó tagjai Anita Doth holland énekesnő, és Ray Slijngaard rapperből áll. A duó hatalmas népszerűségnek örvendett a 90-es években, így a Get Ready For This, Twillight Zone, a No Limit és a Tribal Dance című dalok voltak a legnépszerűbbek, bár az Egyesült Államokban kevésbé voltak népszerűek, dalaik sok amerikai sporteseményen csendültek fel, különösen az NHL meccseken.

## Története
Jean-Paul De Coster és Phil Wilde Antwerpenben, Belgiumban találkoztak először, ahol megalapították a Bizz Nizz nevű dance csapatot. A csapat sikeressége után úgy döntöttek, hogy továbbra is együtt dolgoznak. A két producer új dala a Get Ready For This eredetileg egy instrumentális dal volt, majd később úgy döntöttek, hogy a dalhoz jobban illene egy vokális változat is.  
De Coster később ezt nyilatkozta:
" A dal először egy 12-es bakelit lemezen jelent meg, majd megkerestük Ray Slijngaardot hogy dolgozzon újra velük, hiszen korábban a Bizz Nizz nevű formációnál egy újrakiadott dalban a Money, Money-ben már dolgoztunk együtt. Odaadtuk neki a Get Ready For This instrumentális változatát, majd meglepetésünkre szeptemberben visszaadta nekünk a szalagot, melyen egy bizonyos Anita Doth vokálozott rajta. Azt mondta nekünk Ray, hogy jó barátja Anita, akivel gyakorta szórakozik együtt az éjszakai életben. A duó a dal után megalakult."

### Get Ready (1990-1992)
A csapat szerződése a Byte Records kiadóval került aláírásra, mielőtt megjelent az első bemutatkozó lemezük. A kiadó több lemeztársasággal is kapcsolatban állt, így a PWL Continental alatt az Egyesült Királyságban, A ZYX Music Németországban, Svájcban, és Ausztriában, a Scorpio Franciaországban jelentette meg kiadványaikat. Az első kislemez a Get Ready For This című dalukat jól fogadták Belgiumban, és itt a 8. helyen végzett a slágerlistán. Hollandiában a No.10-ben elérte a csúcsot, majd a megjelenés utáni harmadik évben az amerikai Billboard Hot 100-as listájára is felkerült, ahol 38. helyen végzett.
A következő dal a Twilight Zone mely 1992 januárjában jelent meg, számos slágerlistára felkerült, úgy mint az Egyesült Királyságban, ahol a 2. helyet érte el. Az Egyesült Államokban a Hot 100-as és Hot Dance Club Play Chart listákon a 49. helyig jutott. A Get Ready! című albumuk 1992 február 24-én jelent meg, majd még tovább két kislemezt másoltak ki az albumról, a Workaholic és a The Magic Friend című dalokat. Az albumból az Államokban 1995-ben 500.000 darabot adtak el, így Arany minősítést kapott.

### No Limits! (1993-1994)
A No Limit című dal 1993 januárjában jelent meg, mely a mai napig a legsikeresebb daluk. A csapat Ausztriában, Belgiumban, Finnországban, Franciaországban, Írországban, Hollandiában, Norvégiában, Svédországban, Svájcban, és az Egyesült Királyságban is slágerlistás helyezést ért el. Németországban Platina státuszt kapott az 500.000 darabos eladás után. Az Egyesült Államokban  bekerült a Top 25-be, bár nem volt túl játszott dal az amerikai rádióállomásokon. A kislemez 1996-ra világszerte elérte a 2,3 millió eladott darabszámot.
A Tribal Dance című daluk a No Limits című album előtt jelent meg 1993 májusában. A dal nagyon sikeres volt, így Ausztriában, Ausztráliában, Belgiumban, Franciaországban, Németországban, Norvégiában, Svédországban, Svájcban és az Egyesült Királyságban is a legjobb öt közé tartozott. A dal Németországban Arany státuszt kapott a több mint 250.000 darab értékesítése végett. A második albumról három további kislemezt jelentettek meg, úgy mint a Faces, a Maximum Overdrive és a Let The Beat Control Your Body, melyet Franciaországban Let The Bass Control Your Body-ra változtattak a benne lévő kissé obszcén szleng miatt.
A No Limits című album sikeresebb volt mint elődje, és Top 5-ös slágerlistás helyezést is elért Ausztriában, Ausztráliában, Németországban, Hollandiában, Norvégiában, Svédországban és Svájcban is. Az Egyesült Királyságban az album egészen az albumlista csúcsán szerepelt. 1996-ra az albumból 3 millió darabot értékesítettek, 592.000 darabot csak Németország-Svájc-Ausztriában. Magyarországon az albumot a Record Express jelentette meg.
Annak ellenére, hogy az Egyesült Királyságban elképesztő sikert arattak, a zeneipar nagymértékben bírálta őket és a brit sajtó "2 Untalented" (2 tehetségtelen)-nek nevezte őket.

### Real Things (1994-1995)
1994 májusában megjelent a duó 10. kislemeze The Real Thing (2 Unlimited-dal) címmel, mely Hollandiában az 1. helyig jutott, valamint a legjobb 5-ben is benne volt Belgiumban,  Németországban, és Norvégiában is.
Harmadik Real Things című albumuk 1. helyezett lett Hollandiában és az Egyesült Királyságban is, míg Ausztráliában, Németországban, Norvégiában Svédországban és Svájcban is bejutott a legjobb 5 közé. 
Az album arany státuszt kapott az Egyesült Királyságban több mint 100.000 eladott példányszám után. Ez az albumuk volt, melynek címkéjén az Egyesült Királyság beli kiadó a PWL nem változtatott.
1994-ben a duó 500.000 ember előtt lépett fel.
Második kislemezük a No One egy egyszerű pop-sláger volt, mely 2. helyezést ért el a Holland kislemezlistán.
1995 márciusában megjelent Here I Go című kislemezük, mely nem volt túl nagy siker, csupán a Top 20-ban volt benne Ausztriában, Belgiumban és Svédországban. A 4. és egyben utolsó Nothing Like The Rain című balladájuk sem hozta meg a várva várt sikert.

### Hits Unlimited (1995-1996)
1995 októberében megjelent a Hits Unlimited című válogatás lemezük, mely azt a pletykát keltette, hogy a duó feloszlik. Az első kislemez, a Do What's Good For Me Top 5-ös sláger lett Finnországban, Top 20-as Hollandiában és az Egyesült Királyságban. A duó világkörüli turnéra készült 1996 áprilisában, a Jump For Joy című kislemezük után bejelentették, hogy feloszlik a duó.
A sok együtt töltött idő, a nem egyetértés, valamint a részesedések miatt a tagok külön folytatták pályafutásukat, még mielőtt megjelent utolsó Spread Your Love című kislemezük 1996 júniusában.

### II (1998-1999)
A csapat 1996-os feloszlása után De Coster és Wilde két új taggal próbálta a 2 Unlimited duót feltámasztani, így Romy van Ooijen (1971 november 18.) és Marjon van Iwaarden (1974. június 18.) léptek pályára, hogy újrahasznosítsák a csapat korábbi babérjait, így született meg a Wanna Get Up című dal, melyhez SASH! készített remixet. A dal 38. helyezett lett a brit kislemezlistán.
A II album 1998 áprilisában jelent meg, és nem volt olyan sikeres mint a korábbi stúdióalbumok. Az Edge Of Heaven és a Never Surrender című dalok sem lettek túl sikeresek, így a tagok kiléptek a duóból.

### Remixes (2000-2006)
2000-ben a Byte Records megjelentette a No Limit és Twillight Zone című dalok remix változatait. Egy remix albumot terveztek kiadni, azonban a mesterszalagokat ellopták a kiadótól, és Oroszországba vitték, ahol bootleg összeállításként jelentették meg. Ebben az évben elsőként jelent meg a duó Twilight Zone című dalának B4 Za Beat Mix-e az Eurodance Dancemania CD sorozatában.
2001-ben végül a Byte kiadó megjelentette a Greatest Hits Remixes albumot, mely számos új remixet tartalmazott. Az album kizárólag Japánban jelent meg. 2002-en pedig szintén Japánban a Trance Remixes: Special Edition című remix album, mely szintén új változatoknak adott helyet, melyek az előző összeállításban nem szerepelnek.
Az elmúlt években több összeállítás került kiadásra gyakran új remixekkel, majd 2003-ban a ZYX Music megjelentette a No Limit 2.3 című kislemezt, mely mérsékelt sláger volt, a 41. helyen szerepelt a német kislemezlistán. A dalt egy új duó Débora Remagen és James Giscombe személyében népszerűsítették, bár nem használhatták saját hangjukat szerzői jogi problémák miatt.
2004-ben megjelent egy CD-DVD válogatás The Complete History címmel, mely a duó videóklipjeit is tartalmazza, valamint a Tribal Dance 2.4-t (2003 novemberében a Tribal Dance 2.3). a The Refreshed albumot Mexikóban jelentették meg ugyanazokkal a remixekkel, mint az előző remix albumokon hallhatóak. 2006-ban egy Ausztráliában megjelent a Greatest Remix Hits című válogatás, mely az Európában megjelent DVD-t is tartalmazta. Ezt a válogatást Argentínában, Dániában, Svédországban, Ázsiában és Dél-Afrikában is megjelentették.

### Újraegyesülés (2009-2012)
A korábbi duó tagjai útjukat külön-külön folytatták az évek során, így éjszakai klubokban és számos helyen felléptek, 2009 április 11-én újraegyesültek, és az I Love The 90s című koncerten léptek fel Hasseltben, Belgiumban. Slijngaard nyilatkozata szerint Jean Paul De Coster nem engedélyezte a duónak, hogy 2 Unlimited néven tevékenykedjen, végül Phil Wilde részt vett a koncerten és segítségen nyújtott a duónak az újraegyesítésben.
2009 április 30-án Slijngaard és Doth öt dalt énekeltek el a Radio 538 Queen's Day koncerten Amszterdamban a Museumpleinben.
2009 december 29-én a duó bejelentette, hogy Ray & Anita néven jelentetik meg dalaikat, melynek eredményeképpen 2010 január 22-én megjelent az In Da Name Of Love című daluk, mely Hollandiában 6. helyig jutott. A dalt a Spinnin' Records jelentette meg. 2010 április 30-án - a Holland királynő születésnapján -  Still Unlimited néven jelent meg kislemezük még mindig Ray & Anita néven.
2011 júliusában Ray & Anita meghívta a rajongóit az Amszterdamban forgatott Nothing 2 Lose című videohoz. A rajongókat e-mailben véletlenszerűen választották ki. A video július 28-án készült el. A dal az Amstedam Heavy című filmzenében is hallható volt. Júliusban a duó Belgiumban a Tomorrowland  I Love 90s című rendezvényen is fellépett.

### Visszatérés (2012-2016)
2012 július 11-én bejelentették, hogy Ray & Anita ismét 2 Unlimited néven folytatja karrieerjét. Ezt a producerrel való közös megegyezés után engedélyezték nekik.
2013. március 30-án a duó az Antwerpeni Sportpaleis-ben lépett fel, ahol nagyszabású koncertet rendeztek.
2013 október 28-án megjelent első Get Ready For This című slágerük újramixelt változata, melyet DJ Steve Aoki készített, és mely szerepel Greatest Hits című albumukon.
A duó 2014-ben 10 fesztiválon vett részt, mely többnyire kerékpáros, - és autóversenyeken való részvétel volt. A kerékpáros versenyek, és autóversenyeket a csapat fellépésével színesítették.
2016. április 20-án a 2 Unlimited bejelentette, hogy Anita Doth 2016 végén elhagyja a zenekart, és szólókarrierbe kezd. Helyette egy másik énekesnő lesz, akinek kilétét még nem fedték fel.

### 2016–tól napjainkig
2016 augusztus 13-án Ray Slijngaard oldalán új énekesnővel Kim Vergouwen-nel posztolt Slijngaard Facebook oldalán.